# Raila
Raila is een dorp in de Duitse gemeente Saalburg-Ebersdorf in het Saale-Orla-Kreis in Thüringen. Het dorp wordt voor het eerst genoemd in 1325. Tot 1994 was Raila een zelfstandige gemeente die in dat jaar opging in de gemeente Saalburg. In 2003 fuseerde die met Ebersdorf tot de huidige gemeente.